# 伊藤ケイスケ
伊藤 ケイスケ（いとう けいすけ、伊藤 圭佑、1988年6月20日 - ）は、三重県鈴鹿市出身の津軽三味線奏者である。

## 来歴
中央大学法学部を卒業した。大学で津軽三味線と出会い、工藤菊詩城に師事した。楽器未経験ながら三味線を始めて一年で数々の全国大会に入賞した。更に一年後には、プロの和楽器ユニット「AUN Jクラシック・オーケストラ」にサポートメンバーとして海外公演・全国ツアーに参加した。
日本とインドネシアの両国で活動するインドネシア人ボーカリストYumiとコラボレーションCD『Seasons〜in No Season's Country』を発売した。

## 受賞歴
- 津軽三味線九州大会一般の部4位入賞[2]
- 全日本津軽三味線競技会一般男子の部6位入賞[2]
- 津軽三味線日本一決定戦B級の部 5位入賞[2]
- 全日本津軽三味線競技会一般男子の部3位入賞[2]
- バンドトーナメント大会「天下一音楽会」準優勝[2]
- 平成26年度三重県文化新人賞 受賞[4]

## 主な活動歴

### 国内
- 2011年
  - 国立劇場「親子で楽しむ日本の音」[2]
- 2013年
  - 横浜BLITZ「Tokyo Fashion Collection vol.2」[2]
  - 「TBSラジオ presents TAN-SU真夏のインスト祭 2013」[2]
  - 「ミス・ユニバース・ジャパン 2014 三重大会」[2]
- 2014年
  - 「Mercedes-Benz Fashion Week TOKYO 2014-15（東京コレクション）」[2]
  - 「日刊スポーツ主催 神宮外苑花火大会」[2]
  - 鈴鹿市シティセールス特命大使「鈴鹿と・き・め・きドリーム大使」就任[2]
- 2015年 
  - 「さっぽろ雪まつり」(Ezo’nサポート出演)[2]
  - ダイワハウス PREMIST CLUB presents『MINORI PROJECT』始動[2]
  - 八芳園「WAZA DEPARTMENT」（DJ沖野修也）と共演[2]
  - 飛鳥II「南極・南米ワールドクルーズ2015-2016」[2]
- 2016年
  - 楽天Koboスタジアム宮城「夏スタ！ワクワク夏祭り」AUN J CLASSIC ORCHESTRA フィールドライブ[2]
  - ぱしふぃっくびいなす「熱海花火と八丈島 夏休みチャータークルーズ4日間」[2]

### 海外
- 2011年
  - フランス「JAPAN EXPO2011」[2]
  - 中国「桂由美アジアブライダルサミット」[2]
- 2012年
  - スペイン「The Face of Ibiza meets ageHa 10th Anniversary CLUB JAPAN」[2]
  - モンゴル「日本・モンゴル外交関係樹立40周年記念公演」[2]
- 2014年
  - ロシア「国際芸術フェスティバル『アジア太平洋諸国地域の新しい名前2014』」[2]
- 2015年
  - ロシア「国際芸術フェスティバル『アジア太平洋諸国地域の新しい名前2015』」[2]
  - インドネシア「ENNICHISAI 縁日祭 2015」[2]
  - 台湾「2015年台日文化交流COOL JAPAN IN SOUTH TAIWAN」[2]
  - インドネシア「MOMIJI matsuri」[2]
- 2016年
  - ベトナム「Touch Spring 2016」[2]
  - インドネシア「ENNICHISAI 縁日祭 2016」[2]
  - インドネシア 「Lippo mall puri Bunkasai」[2]
  - シンガポール「日本・シンガポール国交50周年特別公演」[2]

## レコーディング参加
- 「あんさんぶるスターズ!」ユニットソングCD  vol.4紅月（2015年）[2]
- 舞台「NARUTO -ナルト-」メインテーマ（2016年）[2]
- TVアニメ「装神少女まとい」OPテーマ Mia REGINA「蝶結びアミュレット」（2016年）[2]
- TVアニメ「SERVAMP-サーヴァンプ-」キャラクターソングミニアルバム M3「おいでませ!ここは愉快な温泉郷」（2016年）[2]
- 「あんさんぶるスターズ! ユニットソングCD 第2弾 vol.05 流星隊」M2「流星花火」（2016年）[2]

## メディア出演

### テレビ
- NHK総合テレビジョン「こんにちはいっと6けん」（2012年）[2]
- Nolife「toco toco」（フランスのTV番組）（2012年）[2]
- スカパー!「Red Bull Flying Bachドキュメンタリー」（2013年）[2]
- NHK BSプレミアム「ザ少年倶楽部プレミアム」（2016年）[2]

### ラジオ
- TBSラジオ「毒蝮三太夫のミュージックプレゼント」（2010年）[2]
- JFN「梶原しげるのNEXT ONE」（2010年）[2]
- TBSラジオ「プレシャスサンデー」（2013年）[2]